# Milas (stad)
Milas is de hoofdplaats van het Turkse district Milas en telt 38.063 inwoners (2000).

## Bevolking
Aan het begin van de twintigste eeuw had het stadscentrum van Milas volgens cijfers uit 1912 zo'n 9.000 inwoners, van wie er ongeveer 2.900 Grieks waren. Naast de Turkse meerderheid (5.000 personen) woonde er ook een grote minderheid van Sefardische Joden. De Grieken van Milas werden uitgewisseld met Turken die in Griekenland woonden vanwege de bevolkingsuitwisseling tussen Turkije en Griekenland in 1923, terwijl de omvangrijke Joodse gemeenschap aanwezig bleef tot de jaren '50. Daarna emigreerden de Joden van Milas naar de nieuwe staat Israël. Tot op de dag van vandaag bezoeken echter de oorspronkelijke inwoners van Milas de stad nog vaak.

## Verkeer en vervoer

### Wegen
Milas ligt aan de nationale wegen D330 en D525 en de provinciale wegen 48-76 en 48-78.

## Geboren
- Turhan Selçuk (1922-2010), karikaturist
- Erhan Kartal (1993), voetballer

## Afbeeldingen

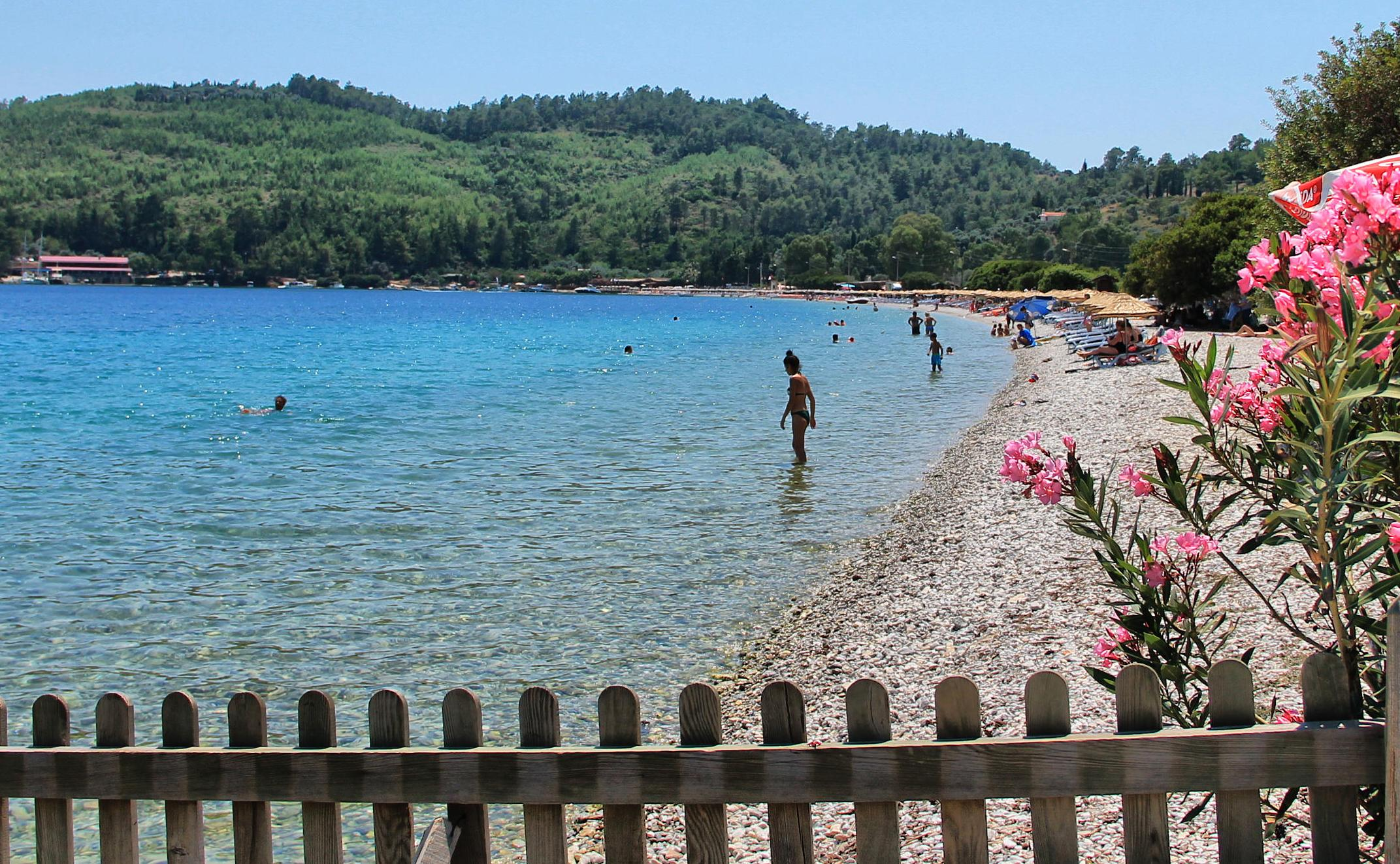
Kutlak Milas
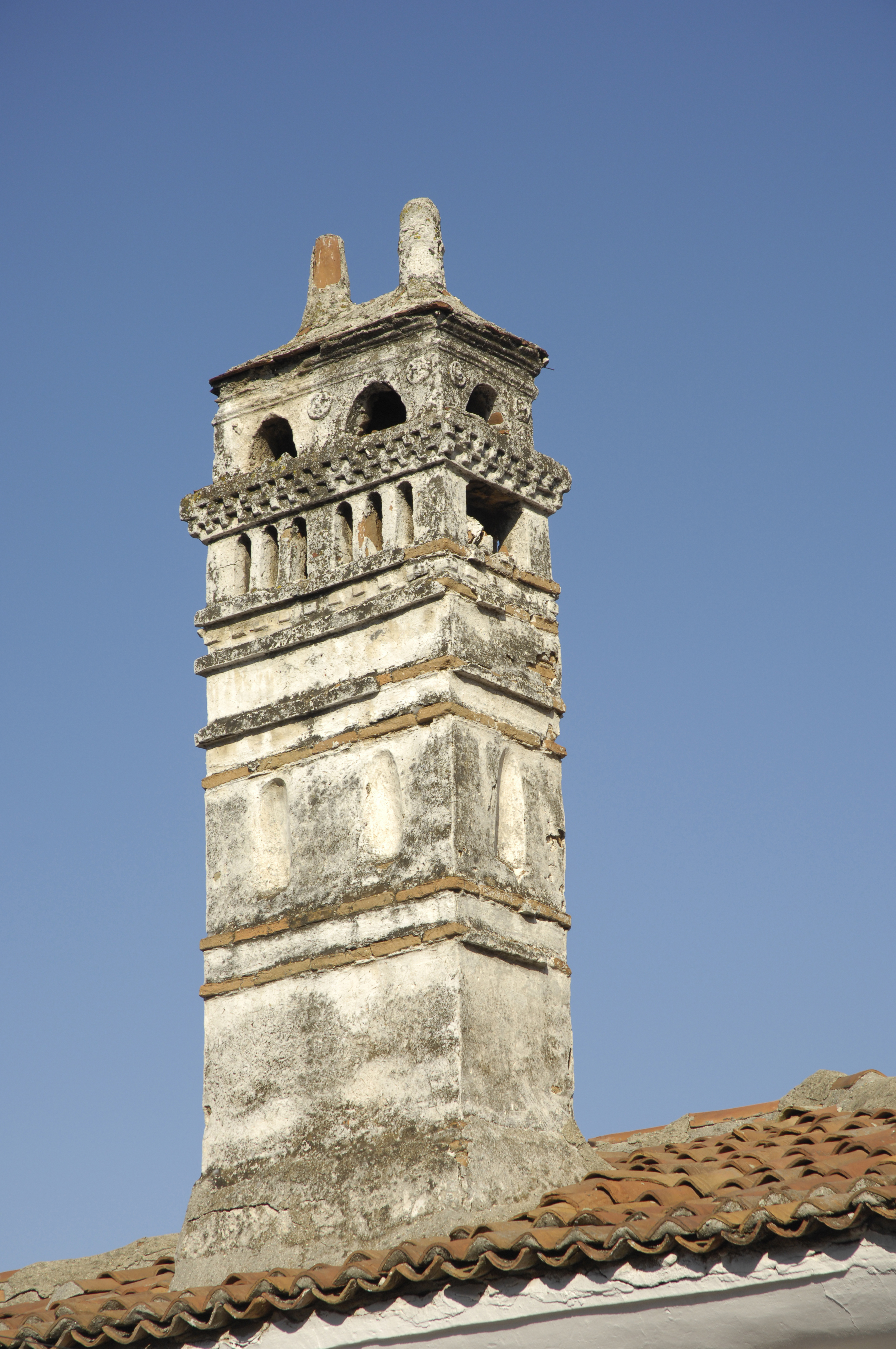
Milas schoorsteen
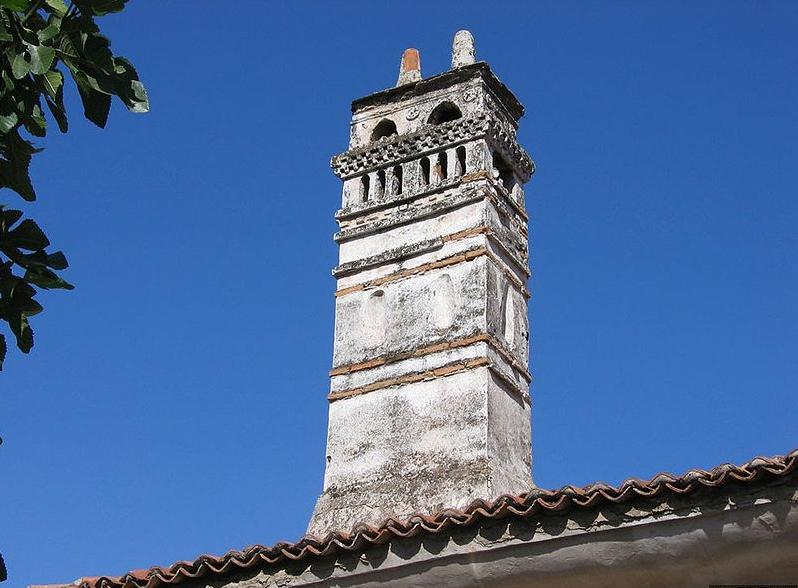
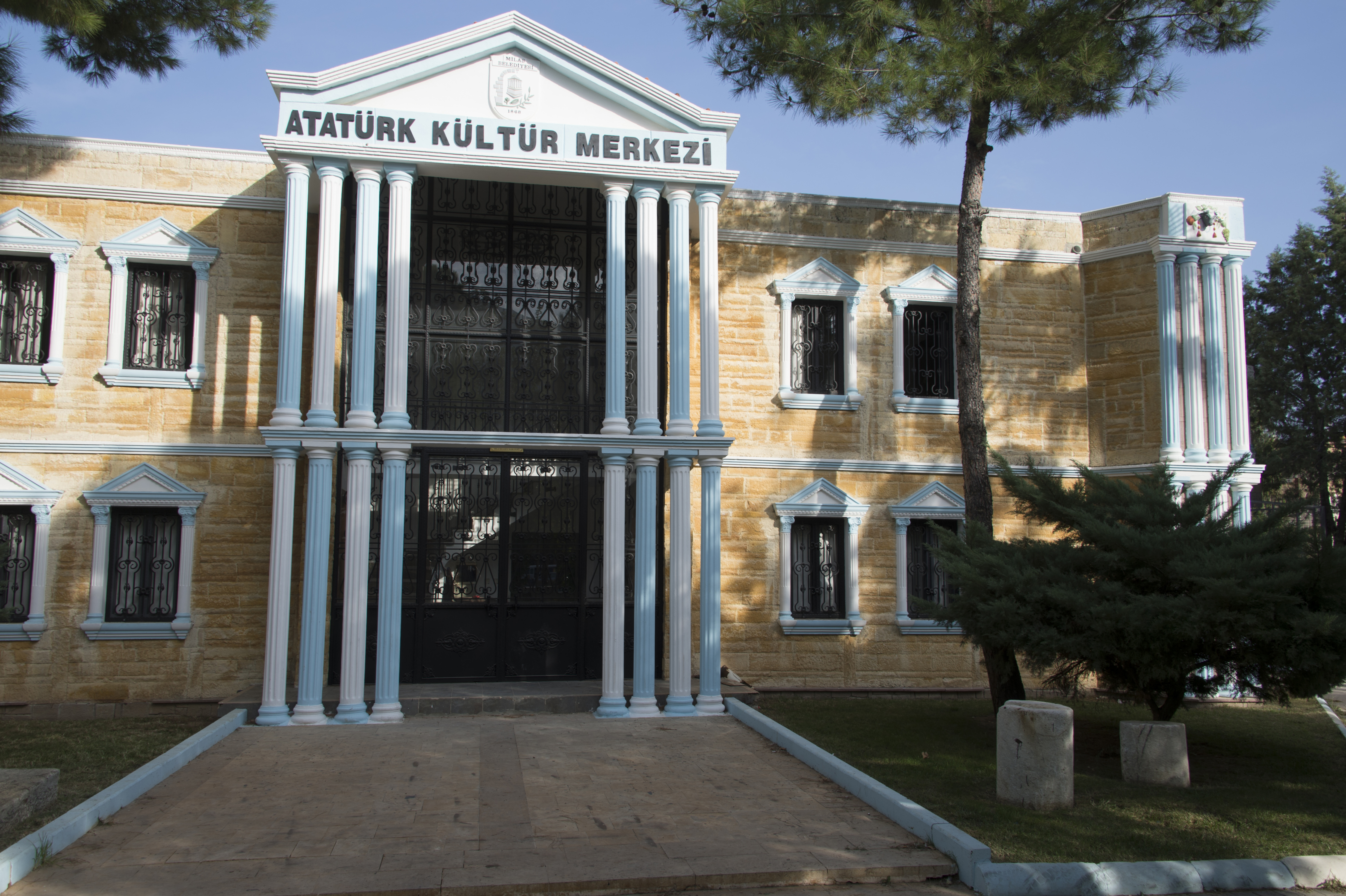
Milas cultureel centrum
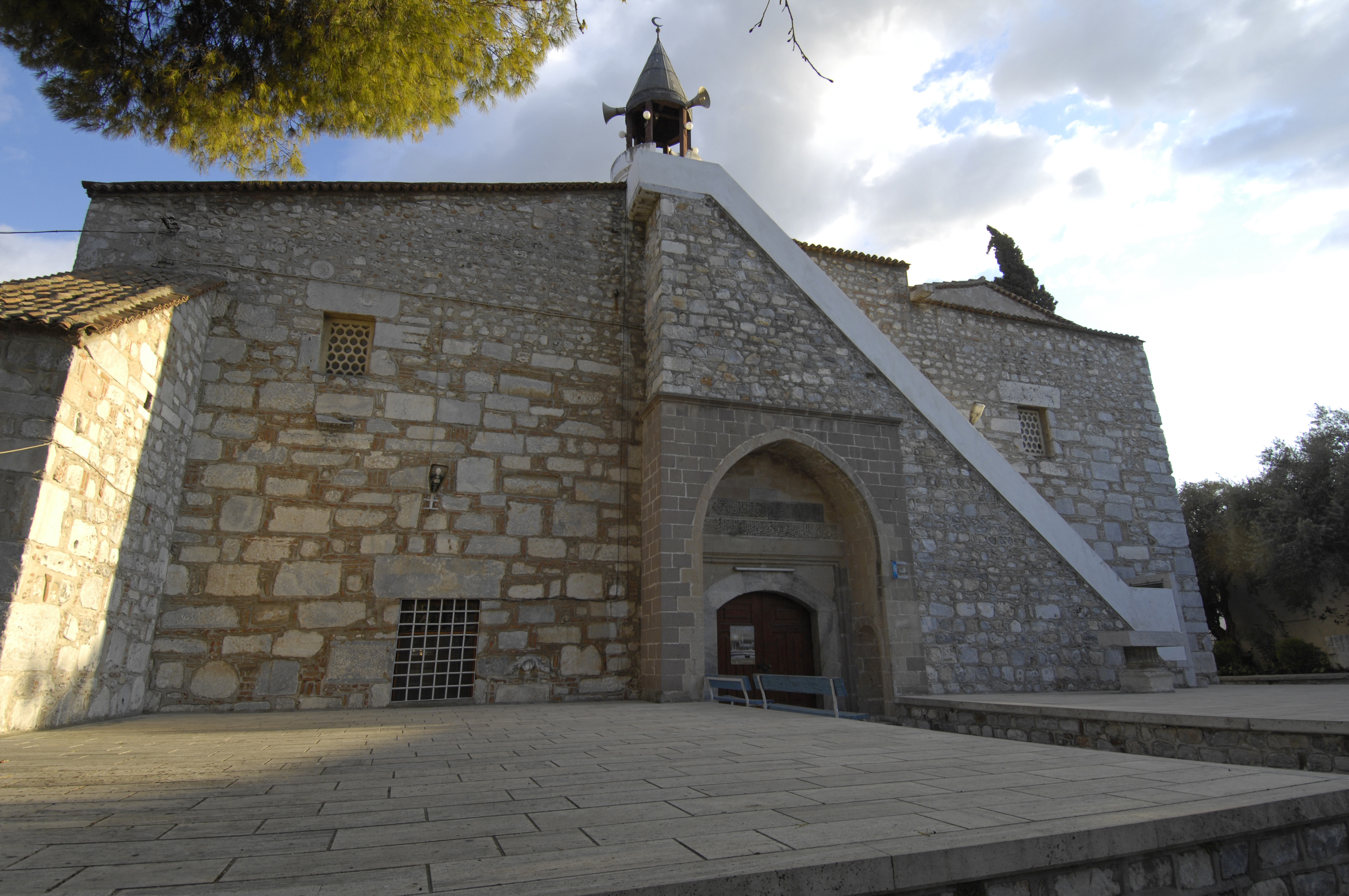
Milas Ulu Camii
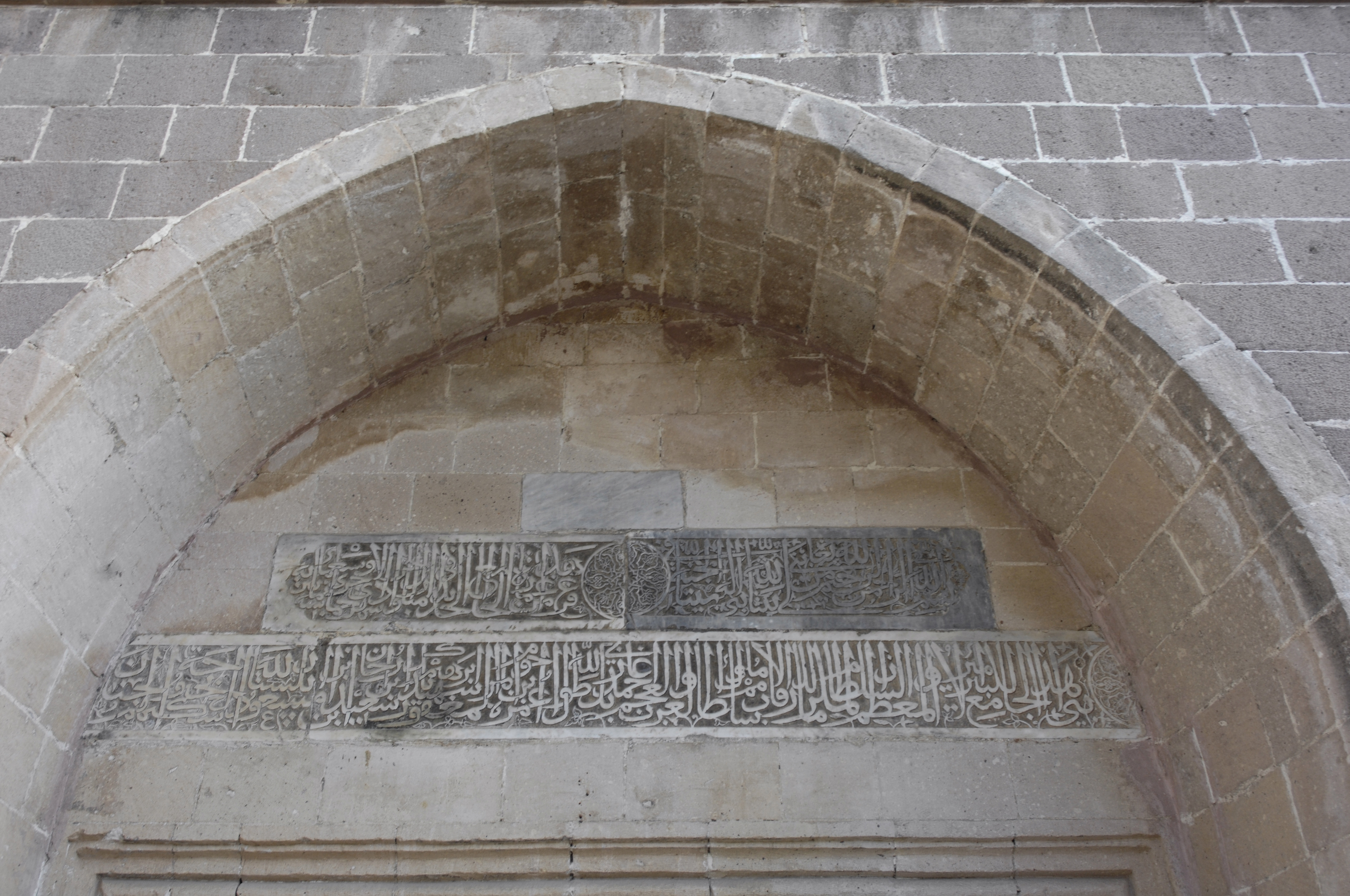
Milas Ulu Camii
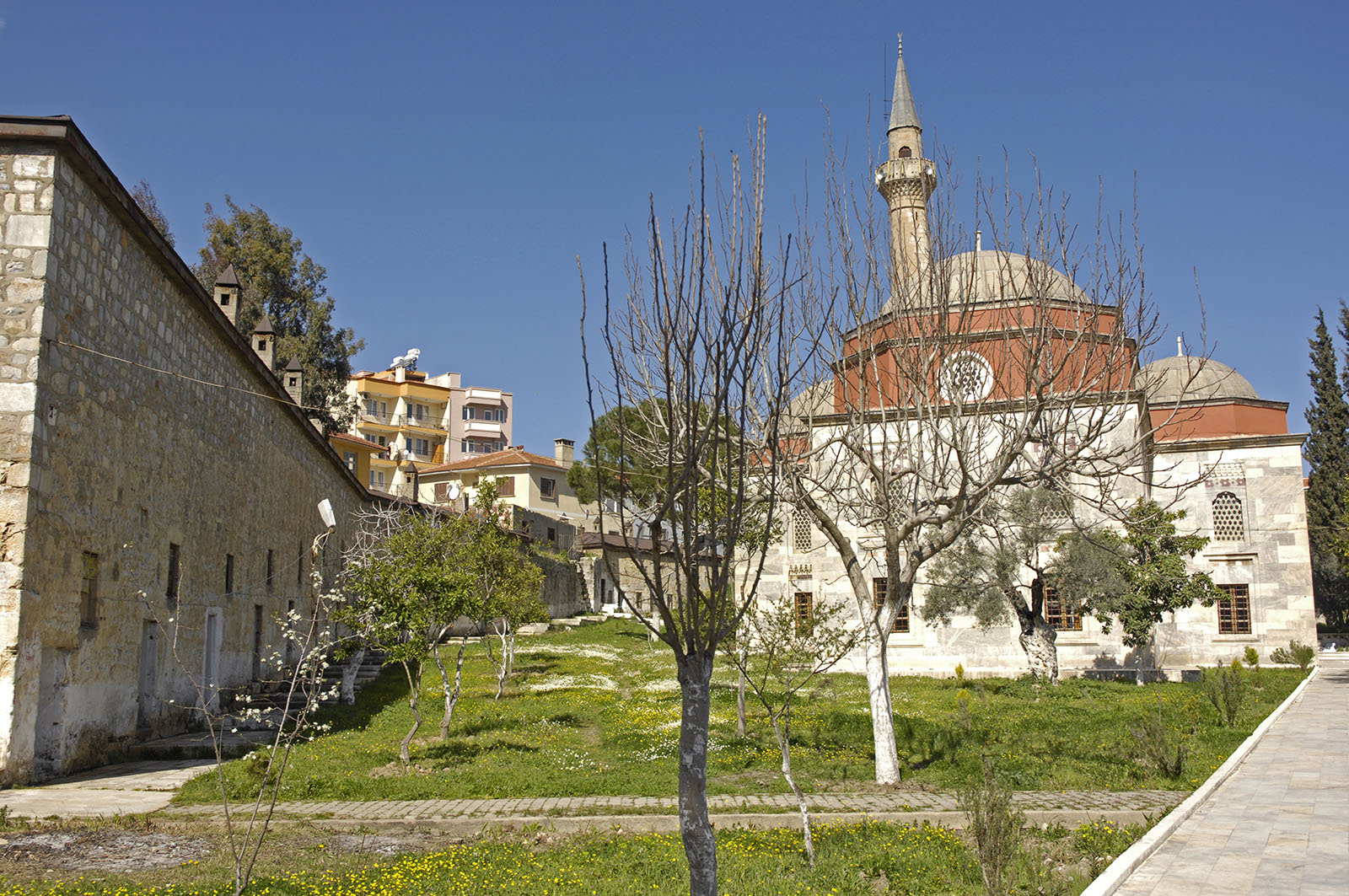
Milas Firuz Paşa Camii tuin
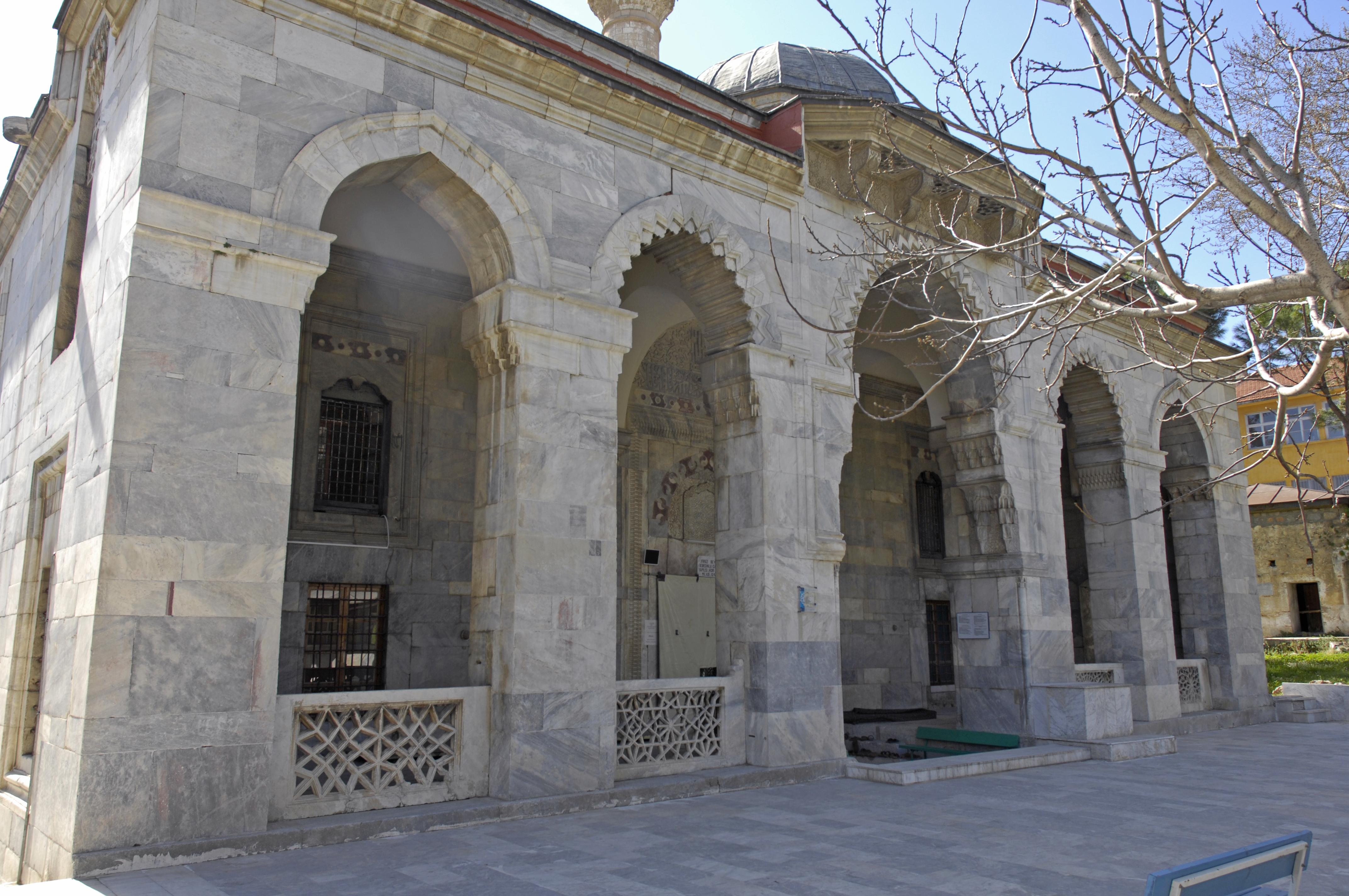
Milas Firuz Paşa Camii voorkant
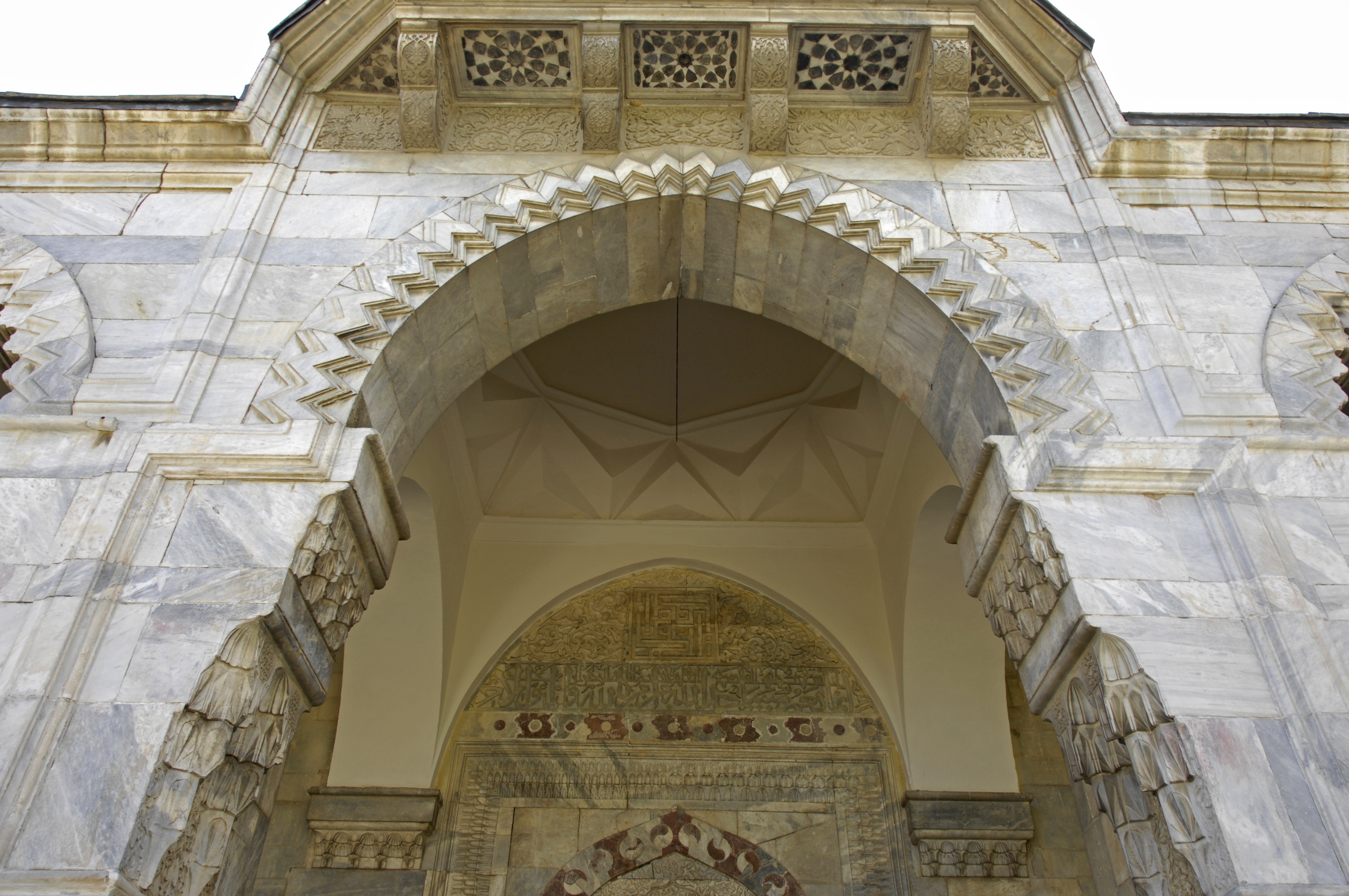
Milas Firuz Paşa Camii ingang
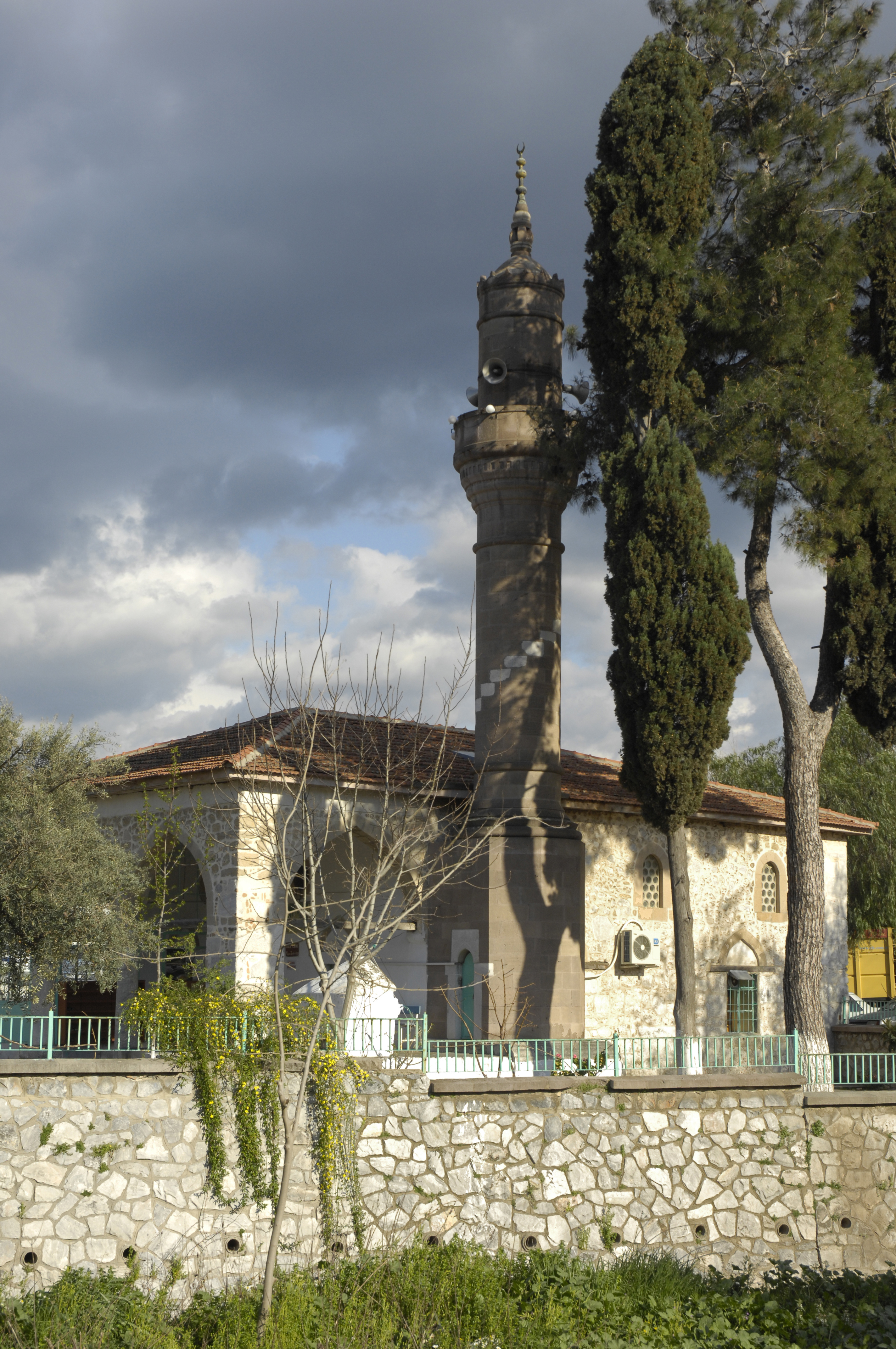
Milas Aga moskee
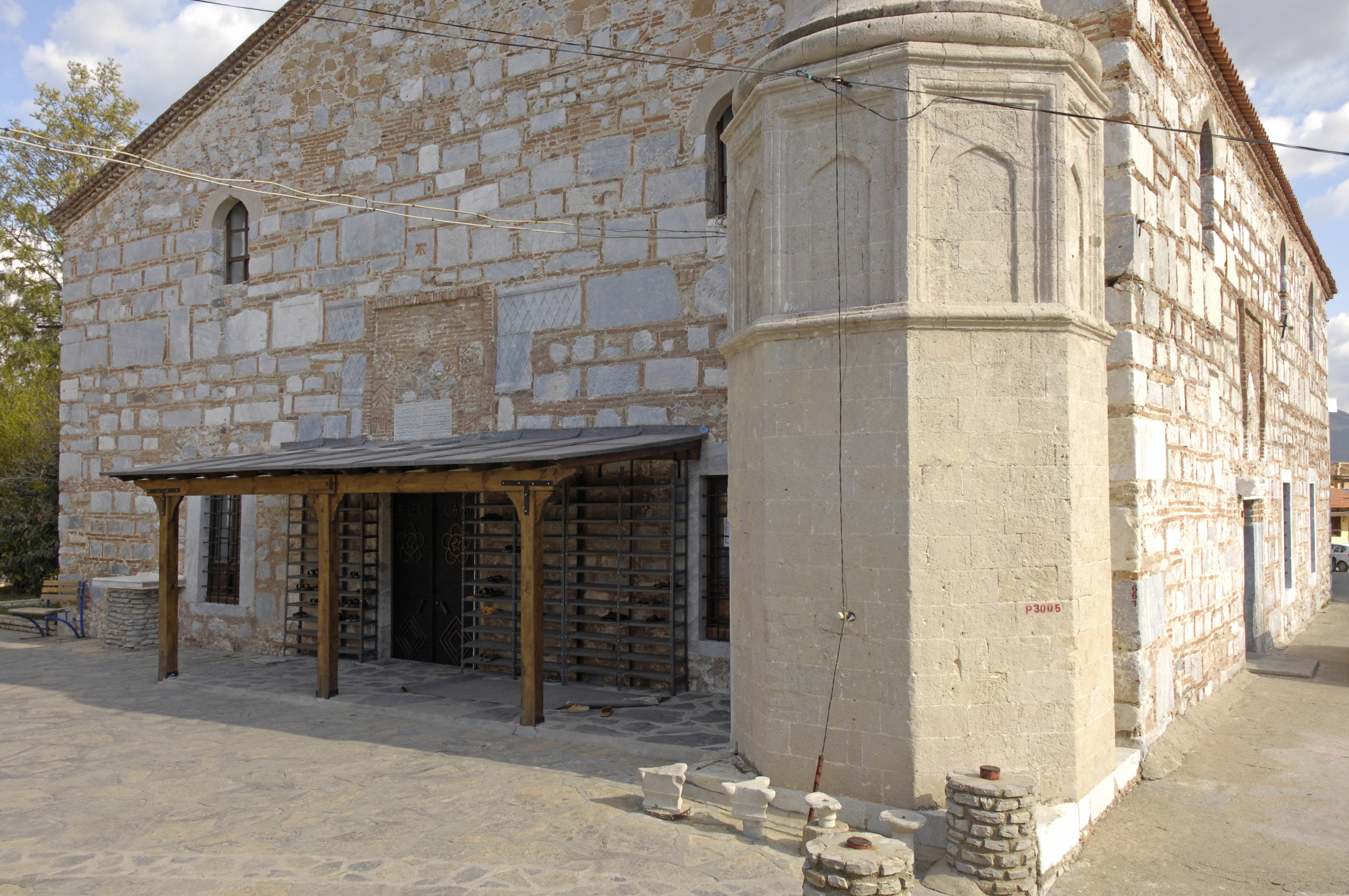
Milas Belen Camii
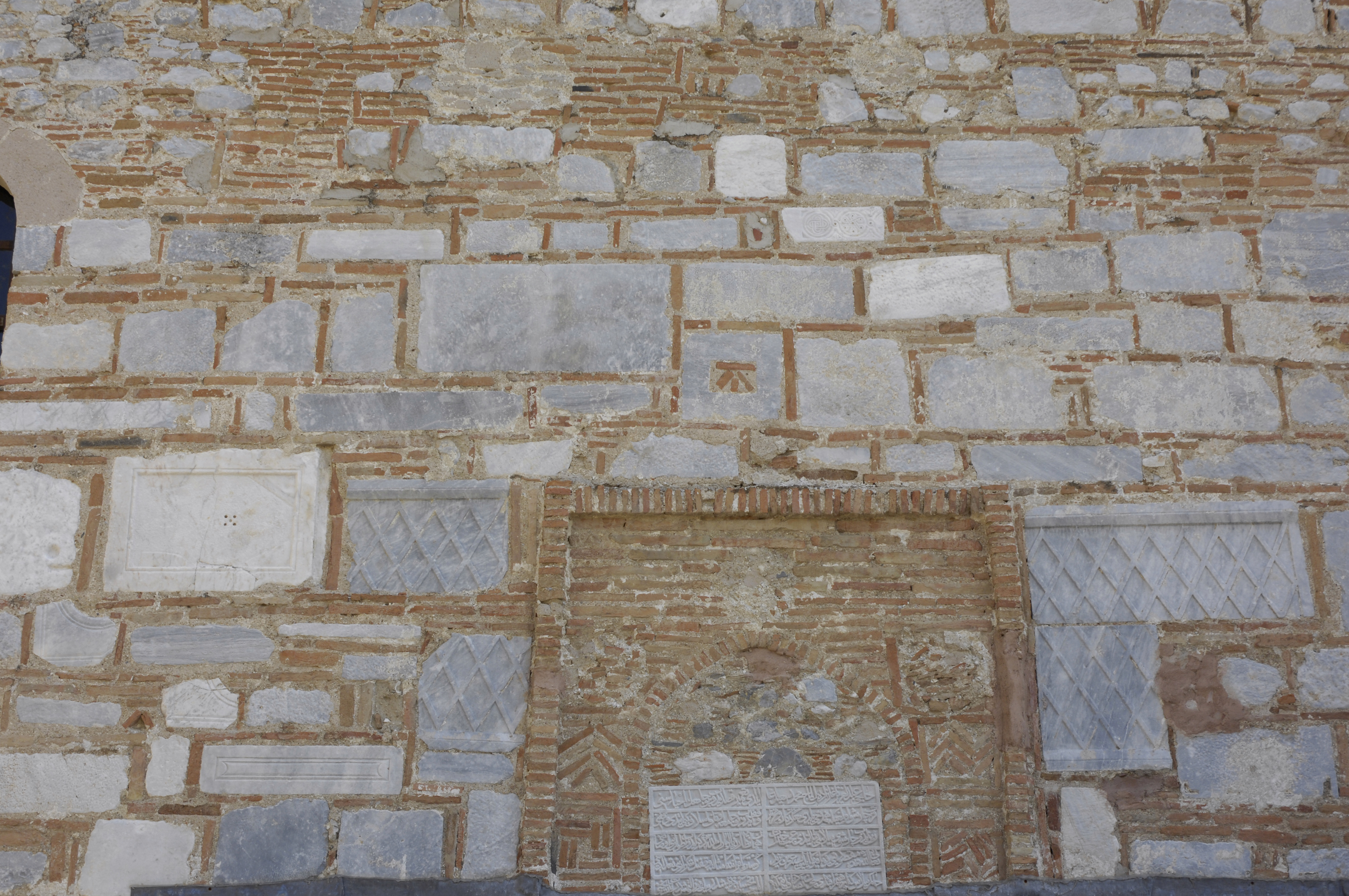
Milas Belen Camii Kitabe
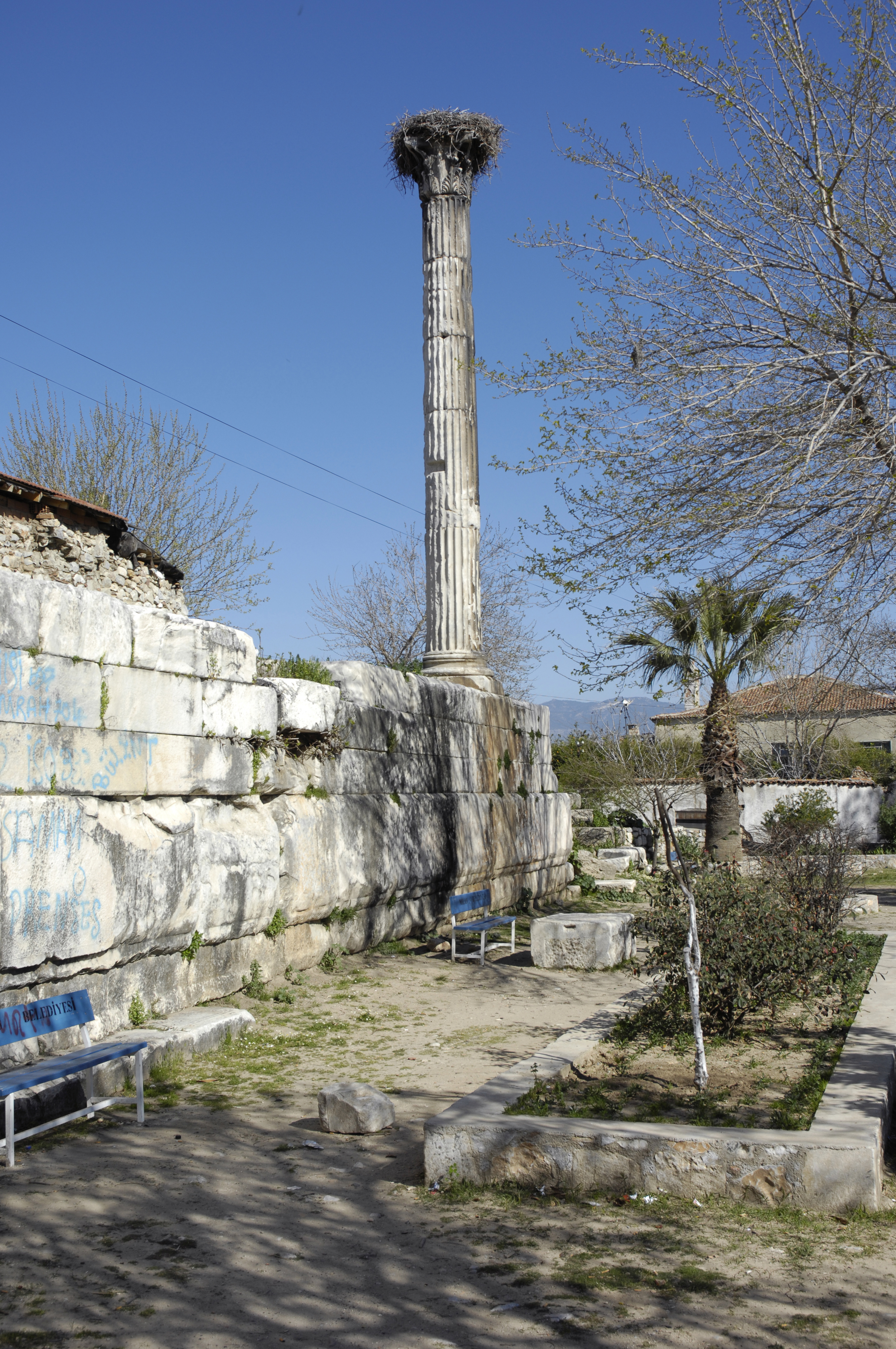
Milas Zeus Karios Temple
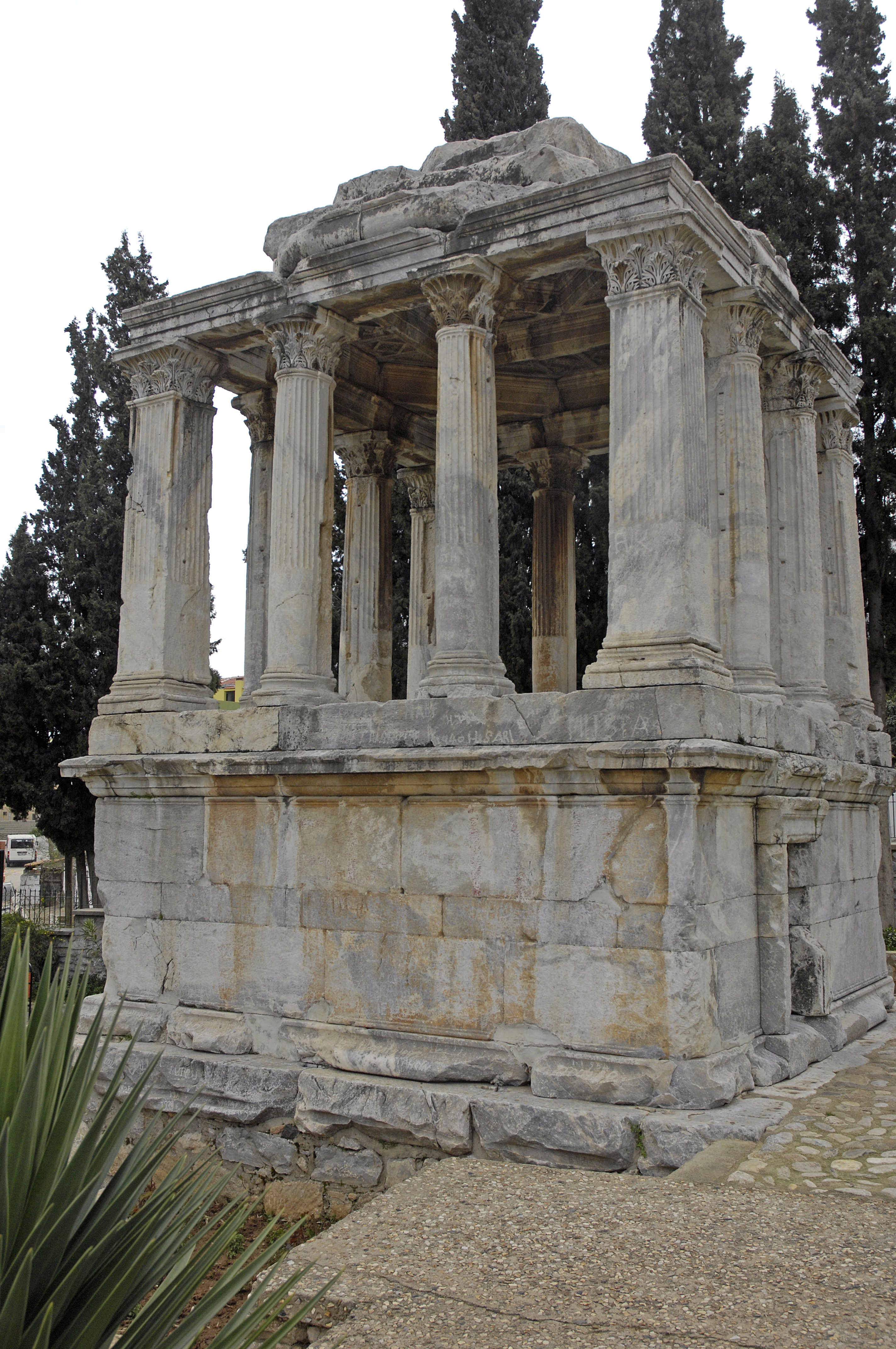
Gümüşkesen